# 刘润民
刘润民（1968年11月—），山西省临县人，中华人民共和国官员。
毕业于山西师范大学中文系，后供职于太原重机学院。1998年，担任山西省团省委常委、学校部部长。2003年，任团省委副书记。2007年，任山西省团省委书记。2011年1月，任中共晋中市委副书记。2013年2月，任中共晋城市委副书记、代市长，次月正式当选为市长。2016年10月，刘润民改任山西省文化厅厅长，不再在晋城任职。